# Андроцид

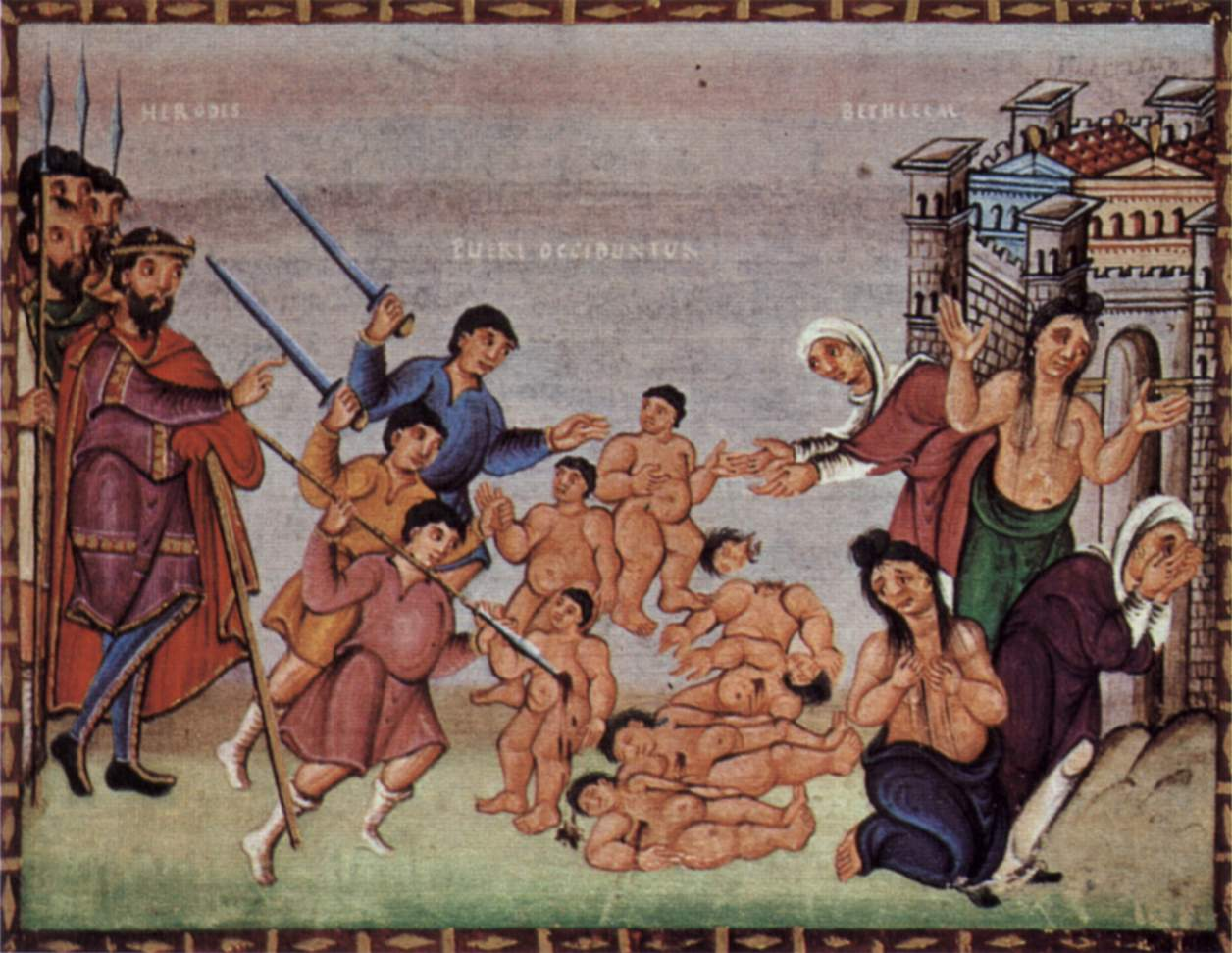
У біблійній розповіді «Побиття немовлят» держава відбирала для страти чоловіків віком до двох років

Андроцид — систематичне вбивство чоловіків, хлопчиків або осіб чоловічої статі загалом. У всьому світі чоловіки становлять 79 % жертв вбивств, що стаються поза війнами/конфліктами. Також чоловіки становлять більшість смертей під час прямих військових конфліктів.

## Лексикологія
Андроцид є координатним терміном феміциду та гіпонімом гендерциду. Етимологічний корінь гібридного слова походить від комбінації грецького префікса andro, що означає «чоловік» або хлопчик, з латинським суфіксом cide, що означає вбивство.

## Суспільство
У проактивному сценарії людських суспільств андроцид може бути навмисною метою, можливо, для зниження наступальних можливостей супротивника.
У більш пасивному сценарії андроцид уподібнений до мізандрії, коли суспільство загалом бере участь у знищенні значної частини чоловіків і юнаків внаслідок призову на військову службу і допускає це або в результаті фактичного вчинення таких дій. Андроцидна ворожнеча до осіб чоловічої статі може бути наслідком суперництва, сприйняття виклику їх домінуванню або поєднанням обох. Деякі організації, які критикують фемінізм, а також деякі видавці стверджують, що напади на чоловіків є сучасною проблемою війни. Андроцид також був характерною рисою літератури в давньогрецькій міфології та в гіпотетичних ситуаціях, коли існує розбрат між статями.

## Військова справа
Як правило, військова служба примусово призиває чоловіків до участі у війні, що неминуче призводить до масових втрат чоловіків, коли вони стикаються з особами, проти яких ведеться війна. Чоловіки, які не брали участі в бойових діях, складають більшість жертв масових вбивств під час війни. Gendercide Watch, незалежна правозахисна група, документує численні злочини, зумовлених статтю, скоєні проти чоловіків: кампанія Анфаль (Іракський Курдистан), 1988 — геноцид вірмен, 1915–17 — Руанда, 1994. Ця практика виникає, оскільки солдати сприймають противників чи інших як суперників і загрозу своїй перевазі. Крім того, вони бояться, що ці люди спробують дати відсіч і вб'ють їх з різних причин, включаючи самооборону. У 1211 році Чингісхан планував широкомасштабне вбивство чоловіків у відплату за повстання проти його дочки Алагай Бехі, поки вона не переконала його покарати лише тих, хто брав участь у вбивстві її чоловіка, яке викликало повстання.

## Сільське господарство
Андроцид може стосуватися спроб прямого запилення шляхом вихолощення певних культур.
На птахофабриках можливе застосування методики вибракування курчат. Під час нього відбувається вбивство самців та нездорових самок такими методами як подрібнення, задуха (за допомогою вуглекислого газу), ураження струмом, асфіксія.

## Анфальський геноцид
Анфаль — це геноцид, під час якого було вбито від 50 000 до 182 000 курдів і тисячі ассирійців на завершальному етапі ірано-іракської війни. Цей акт, скоєний під час кампанії Анфаль, очолив Алі Хасан аль-Маджид за наказом президента Саддама Хусейна. Анфаль, який офіційно почався в 1988 році, мав вісім етапів у шести географічних регіонах. Кожен етап проходив за однаковою схемою — цивільних осіб направляли до пунктів поблизу головної дороги, де їх зустрічали сили Джаш і транспортували до тимчасових пунктів, де їх потім розділяли на три групи: підлітків і чоловіків, жінок і дітей та людей похилого віку. Про чоловіків і хлопчиків-підлітків після цього жодних свідчень не було зафіксовано. Тоді як жінок, усіх дітей і людей похилого віку обох статей відправляли в табори, чоловіків негайно роздягали, одягаючи тільки шарваль, і страчували. Багато курдських чоловіків і хлопців були вбиті, щоб зменшити шанси, що вони коли-небудь спробують дати відсіч.